# Oenochlora majestica
Oenochlora majestica là một loài bướm đêm trong họ Geometridae.